# El Espino, Hidalgo
El Espino är en ort i Mexiko.   Den ligger i kommunen Ixmiquilpan och delstaten Hidalgo, i den sydöstra delen av landet, 130 km norr om huvudstaden Mexico City. El Espino ligger 1 804 meter över havet och antalet invånare är 528.
Terrängen runt El Espino är kuperad norrut, men söderut är den platt. Runt El Espino är det ganska tätbefolkat, med 155 invånare per kvadratkilometer. Närmaste större samhälle är Ixmiquilpan, 9,4 km söder om El Espino. Trakten runt El Espino består i huvudsak av gräsmarker.